# Трутнєв Артур Іванович
Артур Іванович Трутнєв (1938, тепер Республіка Білорусь — ?) — білоруський радянський діяч, секретар ЦК КП Білорусії, заступник голови Ради міністрів Білоруської РСР. Депутат Верховної ради Білоруської РСР.

## Життєпис
Освіта вища.
Член КПРС з 1967 року.
З 1984 року — завідувач відділу важкої промисловості ЦК КП Білорусії.
У квітні 1988 — березні 1990 року — заступник голови Ради міністрів Білоруської РСР.
27 березня 1990 — серпень 1991 року — секретар ЦК КП Білорусії.
Подальша доля невідома.